# Тобі, справжньому (фільм)
«Тобі, справжньому» («рос. Тебе, настоящему») — український російськомовний телевізійний фільм, випущений у 2004 році Студією Байрак спільно з ІнтВестДистрибушн.

## Синопсис
Молода жінка Аня чекає на появу близнюків. В неї починаються пологи і вона народжує. Її чоловіку, поки що невідомому журналісту, повідомляють, що народилася одна дитина. Далека родичка залишає Ані спадок, який дозволяє молодим батькам заснувати телекомпанію. Всі живуть дванадцять років щасливо, але...

## Акторський склад[1][2]
- Дмитро Харатьян — Олег Ненашев
- Ольга Кабо — Аня Ненашева
- Ада Роговцева — Віра Олексіївна
- Анастасія Зюркалова — Ліза і Варя
- Світлана Тимофєєва-Летуновська — Поліна
- Олег Масленніков — Олександр Геннадійович Кобрін
- Марина Майко — Наташа Бєлова
- Римма Зюбіна — директор дитячого будинку
- Арніс Ліцитіс — американський бізнесмен
- Ілля Ноябрьов — Френк, сімейний лікар
- Анатолій Дяченко — Сиротін, акушер
- Варвара Филипчук — вихователь дитячого будинку
- Ольга Погодіна — Джессіка (немає в титрах)
- Оксана Байрак — суддя (немає в титрах)

## Знімальна група
- Режисер: Оксана Байрак
- Продюсер: Оксана Байрак
- Сценарист: Оксана Байрак, Петро Гладилін
- Композитор: Валерій Тішлер
- Оператор: Олександр Копейкін